# Veronika Stepánova
Veronika Serguéyevna Stepánova –en ruso, Вероника Сергеевна Степанова– (Yélizovo, 4 de enero de 2001) es una deportista rusa que compite en esquí de fondo.
Participó en los Juegos Olímpicos de Pekín 2022, obteniendo una medalla de oro en la prueba de relevo (junto con Yuliya Stupak, Natalia Nepriayeva y Tatiana Sorina).

## Palmarés internacional
| Juegos Olímpicos | Juegos Olímpicos | Juegos Olímpicos | Juegos Olímpicos |
| Año              | Lugar            | Medalla          | Prueba           |
| ---------------- | ---------------- | ---------------- | ---------------- |
| 2022             | Pekín (China)    | Medalla de oro   | Relevo 4 × 5 km  |